# Le Besseling
 (août 2024).
Le Besseling  est un ruisseau du département de la Moselle en région Grand Est.
Long de deux kilomètres, il traverse les communes de Burlioncourt, Hampont, Haraucourt-sur-Seille et Obreck.
Il a comme confluent le ruisseau de la Flotte.